# Smith Clove Meeting House

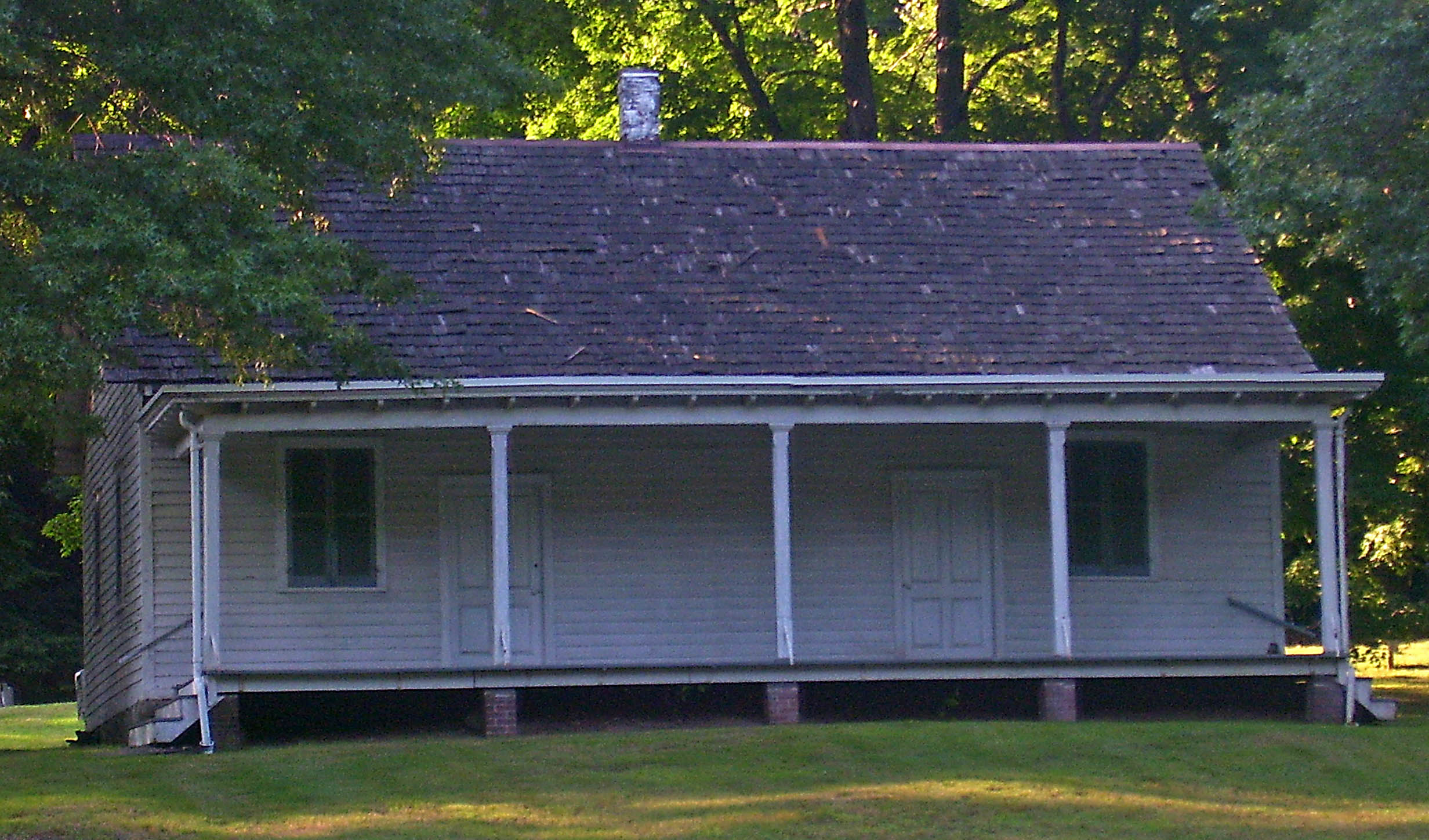
Ansicht der Südseite (2007)

Das Smith Clove Meeting House ist ein Versammlungshaus der Quäker in Highland Mills, New York in den Vereinigten Staaten, unweit der New York State Route 32 an der Smith Clove Road. Es handelt sich um das älteste noch existierende Gebäude einer Glaubensgemeinschaft in Woodbury. Es wurde Anfang des 19. Jahrhunderts errichtet und wird von den Cornwaller Quäkern noch immer mindestens einmal jährlich für Versammlungen genutzt.
Das Gebäude wurde in der Mitte des 19. Jahrhunderts umgebaut und renoviert, spiegelt aber dennoch die Zeit seiner Errichtung wider. Es wurde 1974 in das National Register of Historic Places eingetragen.

## Gebäude
Das Versammlungshaus befindet sich im Zentrum eines zwei Acre (rund 80 Ar) umfassenden Grundstückes, das an einen leicht nach Westen aufsteigenden Hang liegt. Das Gelände um das Bauwerk ist offen bebaut, mehrere große Bäume und einige kleinere werfen ihren Schatten auf das Gebäude. Ein kleiner Friedhof für die Mitglieder der Gemeinde befindet sich direkt nördlich des Baus.
Bei dem Bauwerk handelt es sich um eine eineinhalbstöckiges verschindeltes Gebäude in Ständerbauweise auf einem Sockel aus Feldsteinen, das in der Breite zwei und in der Länge vier Joche umfasst. Auch das Satteldach ist mit Holzschindeln gedeckt; ein zentraler Kamin sitzt auf dem First.
Eine Veranda läuft über die volle Länge der Südseite. Am Ende befinden sich jeweils ein Eingang mit zugehörigen Fenstern. Über diese beiden Eingänge konnte der Raum separat betreten werden, wenn zu den Geschäftsversammlungen der Raum mit einer hölzernen Trennwand geteilt wurde. In den einen Raum versammelten sich dann die Männer zur Beratung, und im anderen die Frauen. Zu den Andachtsversammlungen (meeting for worship) wurde die Zwischenwand entfernt und gemeinsam der Raum genutzt. Diese Bauart war für damalige Zeit bei Quakern typisch. Die Wände bestehen aus gestrichenen Holzplatten und den Fußboden bilden breite Holzplanken. Die Möblierung beschränkt sich auf einfache Holzbänke und zwei Holzöfen. Zwei weitere Fenster befinden sich auf der östlichen und der westlichen Seite, ein Toilettenhäuschen ist an der Rückseite angebaut.

## Geschichte
Die Smith-Clove-Gemeinde begann 1790 noch unter dem Dach der Quäker-Versammlung aus Cornwall, einige Kilometer weiter nördlich. Diese trafen sich in dem Haus eines dort ansässigen Gemeindemitgliedes, bis nach einem Jahrzehnt die Notwendigkeit eines eigenen Versammlungshauses deutlich zutage trat. Das Grundstück für das Versammlungshaus wurde 1801 erworben. Der Name der Gemeinde geht auf den ursprünglichen Besitzer des Landes nach dem Cheesecocks Patent, einem Mann namens William Smith und den niederländischen Ausdruck kloof zurück, der ein steiles, enges Tal bezeichnet, ganz ähnlich dem, in welchem sich Highland Mills befindet, zwischen Schunemunk Mountain und den Hudson Highlands, wo der Woodbury Creek fließt.
Die Mitglieder der Gemeinde bauten das Haus vermutlich mit eigenen Kräften und begannen nach der Fertigstellung 1803 mit der Nutzung. Um zu vermeiden, dass das Grundstück enteignet würde – dies war anderen Vereinigungen von Quäkern vor der Amerikanischen Unabhängigkeit widerfahren –, behielten einige der Mitglieder der Gemeinde das Eigentum an dem Grundstück für sich und übertrugen es nicht der Gemeinde.
In der Mitte des 19. Jahrhunderts wurde das Gebäude renoviert, wobei der Großteil des Gebäudes und seiner Ausstattung unverändert blieben. Die verschindelten Wände des Bauwerks entsprechen denen anderer Versammlungshäusern dieser Glaubensgemeinschaft aus der Zeit um das Jahr 1800, wurden aber vermutlich zur Zeit der Renovierung ebenfalls erneuert. Da die Beschlagnahme nicht länger drohte, wurde das Eigentum an dem Bauwerk 1886 an die Quäkergemeinde übertragen. Mit der Zeit ging die Zahl der Quäker in Highland Mills so weit zurück, dass diese wieder an den Versammlungen in Cornwall teilnahmen. Einmal jährlich wird jedoch eine Zusammenkunft in Smith Clove abgehalten.

## Glossar
Für die verwendeten Begriffe, siehe auch Artikel Glossar Quäkertum.